# Зденчець
45°49′ пн. ш. 16°41′ сх. д. / 45.81° пн. ш. 16.68° сх. д.
Зденчець (хорв. Zdenčec) — населений пункт у Хорватії, у Б'єловарсько-Білогорській жупанії у складі міста Чазма.

## Населення
Населення за даними перепису 2011 року становило 103 осіб.
Динаміка чисельності населення поселення: